# Argenta (Emilia–Romagna)
Argenta (emilián nyelven Arzénta) település Olaszországban, Emilia-Romagna régióban, Ferrara megyében. Lakosainak száma 20 917 fő (2023. január 1.). Argenta Baricella, Conselice, Imola, Molinella, Ravenna, Alfonsine, Comacchio, Ferrara, Medicina, Portomaggiore és Voghiera községekkel határos.

## Népesség
A település népességének változása:
| Lakosok száma | 21 641 | 21 521 | 20 917 | 21 161 |
|               | 2017   | 2018   | 2023   | 2024   |